# Ванната, Ландо
Лэндон Энтони «Ландо» Ванната (родился 14 марта 1992 года) — американский профессиональный боец смешанных боевых искусств. В настоящее время состязается в UFC.
Ранее он выступал в RFA и Pancrase.

## Чемпионаты и достижения
- Ultimate Fighting Championship
  - Обладатель премии «Бой вечера» (четыре раза) против Тони фергюсона, Дэвида Теймура, Бобби Грина (дважды)
  - Обладатель премии «Выступление вечера» (один раз) против Джона Макдесси
- Август 2020 «бой месяца» против Бобби Грина.
- Декабрь 2016 «нокаут года» против Джона Макдесси.

## Карьера в смешанных боевых искусствах
Ванната дебютировал в профессиональном ММА в мае 2012 года. До того, как присоединиться к UFC, он установил непобежденный рекорд 8-0 в различных промоушенах в течение следующих четырёх лет.
Ожидалось, что Ванната встретится с Майклом Кьезой, но Кьеза травмировался, и был заменён Тони Фергюсоном, который занимал третью строчку в легком весе.
16 июля 2016 года на турнире UFC Fight Night 91, прошёл этот поединок.
В первом раунде, Ванната уронил Фергюсона в нокдаун, после чего чуть не финишировал его, но Фергюсон сумел выжить, во втором раунде, Ванната проиграл удушающим приемом.
Оба участника были награждены бонусом «Боем вечера».
Ванната встретился с Джоном Макдесси10 декабря 2016 года на турнире UFC 206. Он выиграл бой нокаутом в первом раунде и был награждён бонусом «Выступлением вечера».
Ванната встретился с Дэвидом Теймуром 4 марта 2017 года на турнире UFC 209. Он проиграл бой единогласным решением судей. Бой был удостоен награды «Бой вечера».
Ожидалось, что Ванната сразится с Абелем Трухильо 7 октября 2017 года на турнире UFC 216.
Однако Трухильо был удален 14 августа по нераскрытым причинам и был заменен Бобби Грином.
Ванната ударил Грина коленом, в то время как Грин был приземленным положении, что заставило рефери Херба Дина вычесть одно очко у Ваннаты.
После трех раундов судьи признали ничью раздельным решением со счетом 29-27-27-29 и 28-28.
Этот бой принес ему награду «Бой вечера».
Ванната должен был сразится с Гилбертом Бёрнсом, 14 апреля 2018 года на турнире UFC on Fox 29. Тем не менее, пара так и не состоялась, поскольку Ванната не смог принять бой, так как он все ещё восстановился после травмы руки.
Ванната боролся с Драккаром Клозе, 7 июля 2018 года на турнире UFC 226.
Он проиграл бой единогласным решением судей. После боя с Клозе, Ванната покинула Академию ММA,Из-за отъезда,Ванната начал тренироваться как в BMF Ranchе, так и в спортзале Ассоциации ММА Джексона.
Ванната встретился с Мэттом Фреволой, 3 ноября 2018 года на турнире UFC 230.
Поединок закончился ничьей. Вскоре после боя Ванната объявил, что стал свободным агентом.
В начале 2019 года Ванната объявил, что подписал новый контракт на четыре боя с UFC.
Ванната принял участие в бое с промоушеном-новичком Маркосом Роса Мариано, 10 февраля 2019 года на турнире UFC 234. Он выиграл бой сабмишеном в первом раунде.
Ванната боролся с Марком Диакизе, 28 сентября 2019 года на турнире UFC на ESPN 18.
Он проиграл бой единогласным решением судей.
Ванната сразилсяс Янси Медейросом, 15 февраля 2020 года на турнире UFC Fight Night 167. Он выиграл бой единогласным решением судей.
Матч-реванш с Бобби Грином состоялся 1 августа 2020 года на турнире UFC Fight Night: Брансон vs. Шахбазян.
Он проиграл бой единогласным решением судей.
Этот бой принес ему награду «Бой вечера».
В бое с Майком Гранди на UFC 262 Ванната выиграл бой единогласным решением судей.

## Биография
Ванната родился в Нептуне, штат Нью-Джерси, и в возрасте 13 лет начал заниматься борьбой и бразильским джиу-джитсу .
[Ванната позже боролся в NCAA Division I Университета Теннесси в Чаттануге, но бросил учёбу через один семестр. Бросив учёбу, он уехал в Альбукерке, штат Нью-Мексико, чтобы присоединиться к Академии JacksonWink.

## Результаты боёв в ММА
| Боёв 21  | Побед 12 | Поражений 7 |
| -------- | -------- | ----------- |
| Нокаутом | 4        | 0           |
| Сдачей   | 5        | 2           |
| Решением | 3        | 5           |
| Ничьи    | 2        | 2           |

| Результат | Рекорд | Соперник             | Способ                     | Турнир                                       | Дата             | Раунд | Время | Место                        | Примечание                                                                      |
| --------- | ------ | -------------------- | -------------------------- | -------------------------------------------- | ---------------- | ----- | ----- | ---------------------------- | ------------------------------------------------------------------------------- |
| Поражение | 12-7-2 | Дэниел Зелльхубер    | Единогласное решение       | UFC on ESPN: Холлоуэй vs. Аллен              | 15 апреля 2023   | 3     | 5:00  | Канзас-Сити, Миссури, США    | Вернулся в легкий вес.                                                          |
| Поражение | 12-6-2 | Чарльз Журден        | Сдача (гильотина)          | UFC Fight Night: Лемус vs. Андради           | 23 апреля 2022   | 1     | 2:32  | Лас Вегас, Невада, США       |                                                                                 |
| Победа    | 12-5-2 | Майк Гранди          | Единогласное решение       | UFC 262                                      | 16 мая 2021      | 3     | 5:00  | Хьюстон, Техас, США          | Дебют в полулегком весе.                                                        |
| Поражение | 11-5-2 | Бобби Грин           | Единогласное решение       | UFC Fight Night: Brunson vs. Shahbazyan      | 1 августа 2020   | 3     | 5:00  | Лас Вегас, Невада, США       | "Лучший Бой Вечера" .                                                           |
| Победа    | 11-4-2 | Янси Медейрос        | Единогласное решение       | UFC Fight Night: Anderson vs. Błachowicz 2   | 15 февраля 2020  | 3     | 5:00  | Рио-Ранчо, Нью-Мексико, США  |                                                                                 |
| Поражение | 10-4-2 | Марк Диакези         | Единогласное решение       | UFC Fight Night: Hermansson vs. Cannonier    | 28 сентября 2019 | 3     | 5:00  | Копенгаген, Дания            |                                                                                 |
| Победа    | 10-3-2 | Маркос Роса Мариано  | Сдача (Кимура)             | UFC 234                                      | 10 февраля 2019  | 1     | 4:55  | Мельбурн, Австралия          |                                                                                 |
| Ничья     | 9-3-2  | Мэтт Фревола         | Ничья                      | UFC 230                                      | 3 ноября 2018    | 3     | 5:00  | Нью-Йорк, США                |                                                                                 |
| Поражение | 9-3-1  | Драккар Клозе        | Единогласное решение       | UFC 226                                      | 7 июля 2018      | 3     | 5:00  | Лас Вегас, Невада, США       |                                                                                 |
| Ничья     | 9-2-1  | Бобби Грин           | Ничья                      | UFC 216                                      | 7 октября 2017   | 3     | 5:00  | Лас-Вегас, Невада, США       | с Ваннаты снято одно очко за нанесение запрещённого удара. "Лучший Бой Вечера". |
| Поражение | 9-2    | Дэвид Теймур         | Единогласное решение       | UFC 209                                      | 4 марта 2017     | 3     | 5:00  | Лас-Вегас, Невада, США       | "Лучший Бой Вечера".                                                            |
| Победа    | 9-1    | Джон Макдесси        | Нокаут (удар)              | UFC 206                                      | 10 декабря 2016  | 1     | 1:40  | Торонто, Онтарио, Канада     | "Выступление Вечера".                                                           |
| Поражение | 8-1    | Тони Фергюсон        | Сдача (Брабо)              | UFC Fight Night: McDonald vs. Lineker        | 13 июля 2016     | 2     | 2:22  | Су-Фолс, Южная Дакота, США   | "Лучший бой вечера".                                                            |
| Победа    | 8-0    | Рамико Блэкбон       | TKO (удары)                | TSE: Rocky Mountain Rubicon 2                | 30 апреля 2016   | 1     | 2:06  | Пуэбло, Колорадо, США        | Выиграл чемпионат Top Shelf Entertainment в легком весе.                        |
| Победа    | 7-0    | Чад Карри            | TKO (удары)                | RFA 32: Blumer vs. Higo                      | 6 ноября 2015    | 1     | 1:29  | Прайор-Лейк, Миннесота, США  |                                                                                 |
| Победа    | 6-0    | Сантана-Сол Мартинес | Сдача (Треугольник Руками) | Nemesis Promotions: High Altitude Face Off 7 | 6 декабря 2014   | 1     | 1:11  | Аламоса, Колорадо, США       |                                                                                 |
| Победа    | 5-0    | Брюс Рейс            | Сдача (Скручивание Пятки)  | Jackson’s MMA Series 13                      | 22 августа 2014  | 2     | 1:07  | Пуэбло, Колорадо, США        |                                                                                 |
| Победа    | 4-0    | Мицуёси Накай        | Сдача (Удушение Сзади)     | Pancrase 255                                 | 8 декабря 2013   | 1     | 4:13  | Токио, Япония                | Бой в полусреднем весе.                                                         |
| Победа    | 3-0    | Джей Пи Риз          | Единогласное решение       | Xtreme FC 25: Boiling Point                  | 6 сентября 2013  | 3     | 5:00  | Альбукерке, Нью-Мексико, США |                                                                                 |
| Победа    | 2-0    | Антонио Рамирес      | Сдача (Удушение Сзади)     | Kamikaze Fight League 2                      | 29 мая 2013      | 1     | 2:11  | Пуэрто-Вальярта, Мексика     |                                                                                 |
| Победа    | 1-0    | Адриан Аподака       | TKO (удары)                | Mescalero Warrior Challenge 2                | 12 мая 2012      | 1     | 2:38  | Мескалеро, Нью-Мексико, США  |                                                                                 |